# ホルヘ・オテイサ
ホルヘ・デ・オテイサ・エンビル（Jorge de Oteiza Enbil, 1908年10月21日 ? 2003年4月9日）は、スペイン・ギプスコア県オリオ出身の彫刻家・画家・デザイナー・著作家。バスク地方ではエドゥアルド・チリーダと並ぶ彫刻家であり、チリーダとともにスペイン内戦後のスペイン彫刻の出発点をなすとされる。バスクの現代美術についての主要な理論家のひとりとしても知られている。

## 経歴
1908年にギプスコア県・オリオに生まれた。スペイン内戦の勃発直前の1935年に南米に移住し、1948年までボリビア、コロンビア、アルゼンチン、チリで14年間を過ごした。彫刻と美学の研究に没頭し、ブエノスアイレスの窯業学校で教えていたこともあった。1957年の第4回サンパウロ・ビエンナーレでは彫刻部門グランプリを受賞した。1963年にはQuosque tandem!というエッセイを出版し、先史時代のバスクの芸術とバスク人の人類学的ルーツに基づいたバスクの魂固有の美学を語っている。1970年にはサビエル・サンチョテナがオテイサに師事したが、サンチョテナはオテイサとは違って木材を素材に選んでいる。1975年からはナバーラ州・アルスサに住み続けた。熱心なバスク文化主義者であり、1990年代にはバスク芸術の伝統を侮辱するものだとしてビルバオ・グッゲンハイム美術館の建設に反対した。自身の作品が美術館に展示されることを拒否し、1992年には自身の全作品群をナバーラ州政府に寄贈した。オテイサに同調するバスク人芸術家は多かったが、同じく彫刻家のエドゥアルド・チリーダは「美術館がバスク文化界に好影響をもたらす」と美術館の建設を評価した。
2003年、サン・セバスティアンで死去した。彼の意思により、アルスサに個人美術館のオテイサ美術館が開館した。このオテイサ美術館はオテイサの作品のみを収集したモノグラフの展示スペースであり、1,690点の彫刻作品、チョーク・ラボにあった2,000点の習作、膨大な量のデッサンやコラージュのコレクションを有する。

## 作風
初期の作品は強くキュビズムや原始美術の影響を受けている。20世紀前半のスペインではアンヘル・フェラント、アルベルト・サンチェス、レアンドル・クリストフォルらが有機的で曲線的な形態の彫刻作品を制作したが、オテイサはスペインにおける彫刻の幾何学的傾向を推し進めたとされる。幾何学的な面を複数組み合わせて立方体や直方体の枠内に収め、求心性を保ちつつも開放性を暗示し、鉄素材の緊張感を引きだした。ともに鉄などの重量感あふれる素材を用いた抽象的な作風のオテイサとエドゥアルド・チリーダは比較されることも多い。1957年にはオテイサがサンパウロ・ビエンナーレ彫刻部門グランプリを受賞し、1958年にはチリーダがヴェネツィア・ビエンナーレ彫刻部門グランプリを受賞した。1988年と1989年にはオテイサとチリーダが続けてアストゥリアス皇太子賞芸術部門を受賞している。1997年には画家のアントン・ラマサレスとの交流が映像に記録された。

## 受賞・受章
- 1954 - スペイン国民建築賞[12]
- 1957 - 第4回サンパウロ・ビエンナーレ彫刻部門グランプリ
- 1970 - コロン広場都市計画 最高賞[13]
- 1985 - 美術ゴールド・メダル（スペイン文化省）
- 1988 - アストゥリアス皇太子賞芸術部門
- 1991 - ナバーラ・ゴールド・メダル（ナバーラ州政府）
- 1995 - マヌエル・レクオナ賞（エウスコ・イカスクンツァ）
- 1996 - ペヴスナー賞 - 生涯の作品に対して。
- 1996 - バスク＝ナバーラ建築協会名誉会員
- 1998 - バスク世界賞（バスク自治州政府）
- 1998 - バスク大学名誉博士号[14]
- 1998 - マドリード美術サークル・メダル
- 1998 - ギプスコア・ゴールド・メダル（ギプスコア県政府）

- 出典 : オテイサ美術館[15]

## 作品

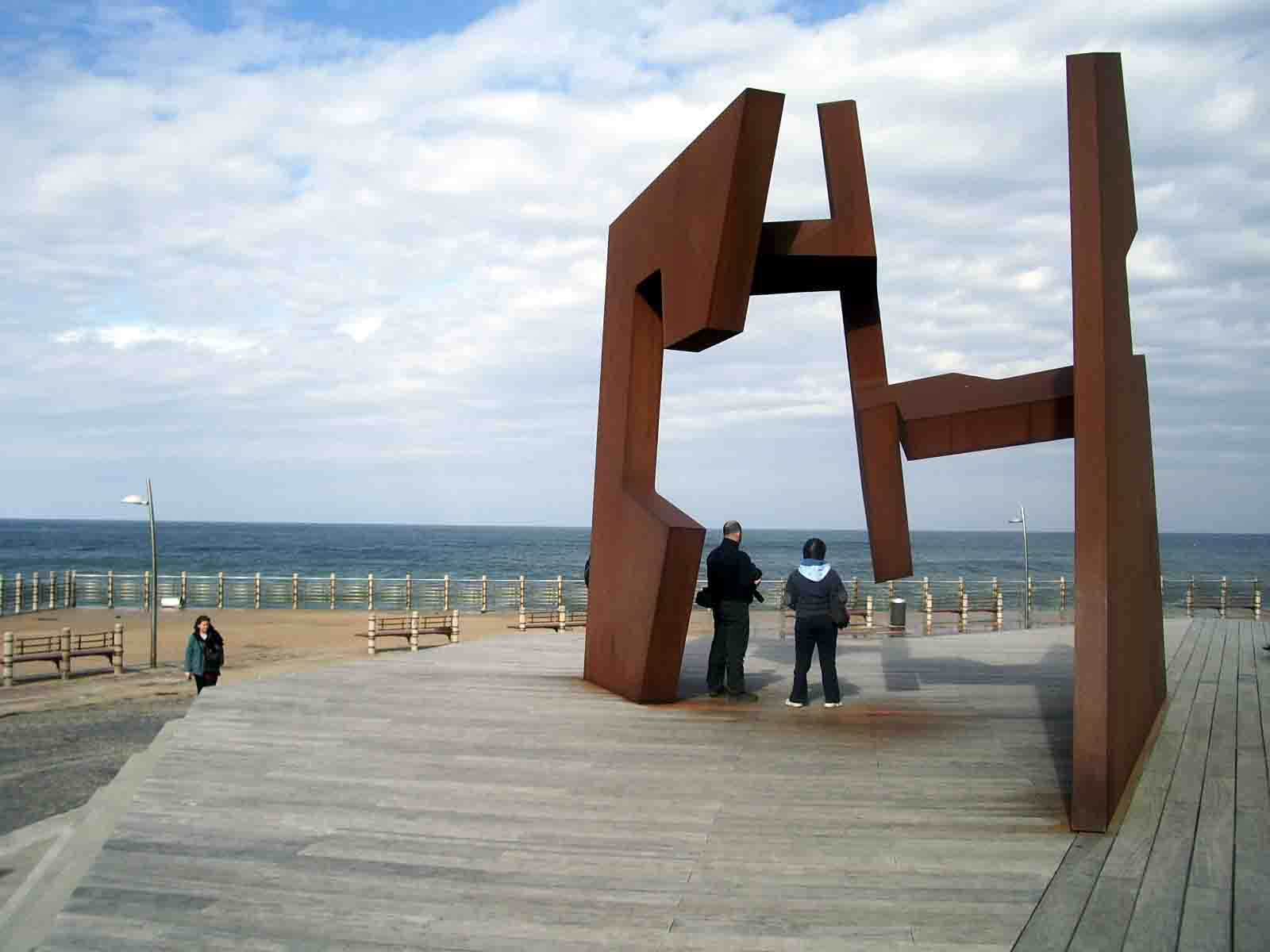
『空虚な構造』（サン・セバスティアン）
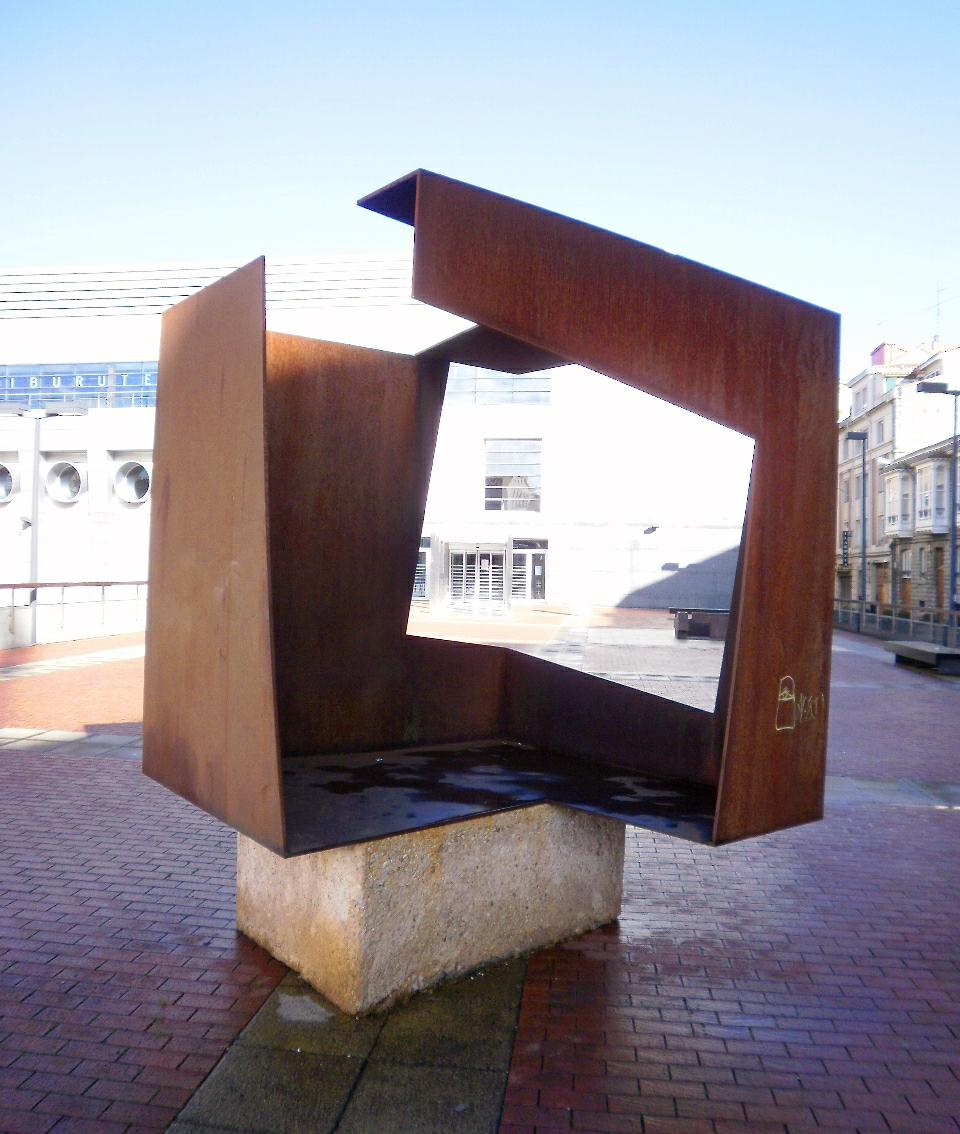
『Mirador mirando』（ビトリア＝ガステイス）
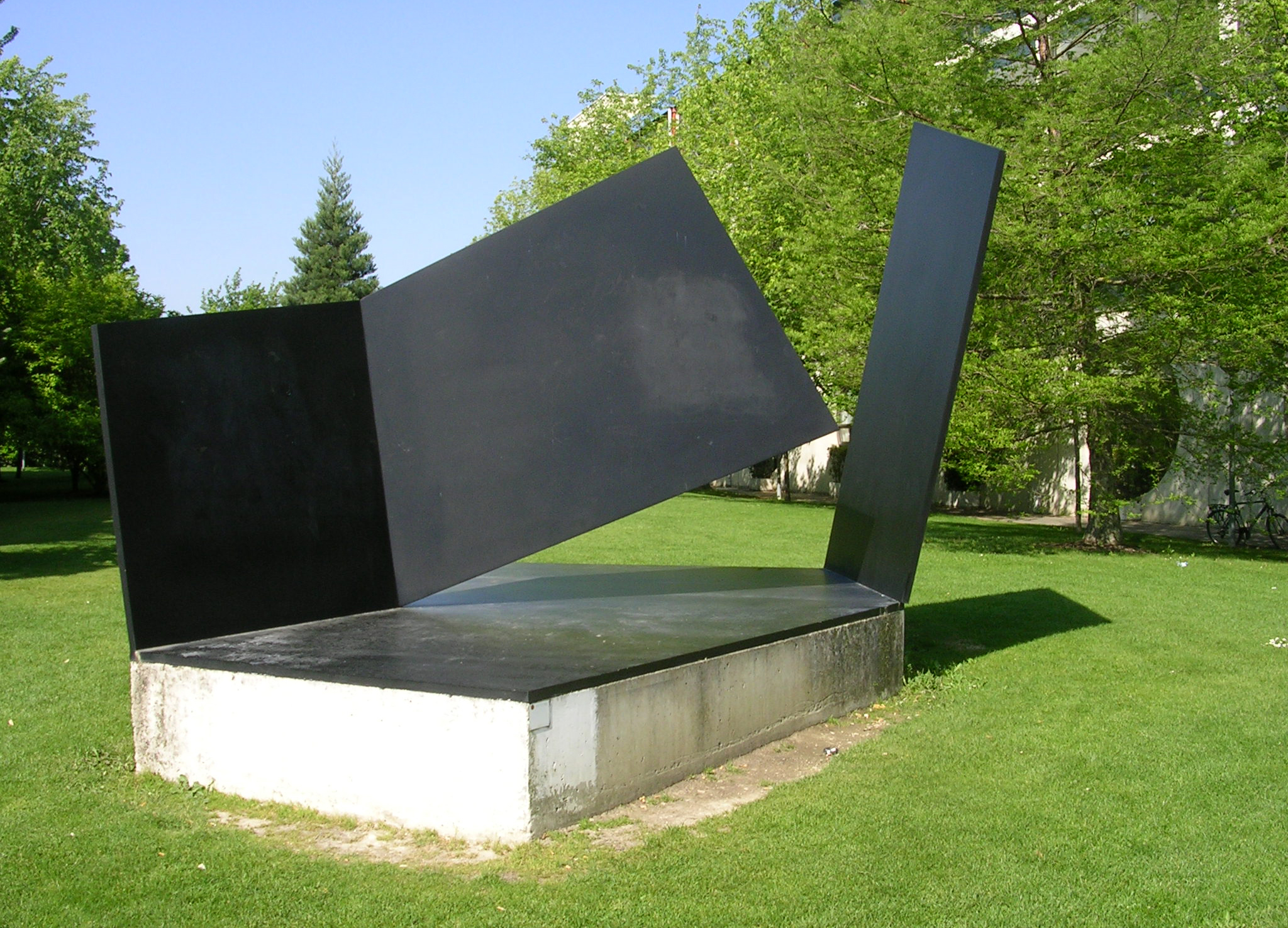
『2つの二面体の対比 サエンス・デ・オイサへのオマージュ』（オテイサ美術館）
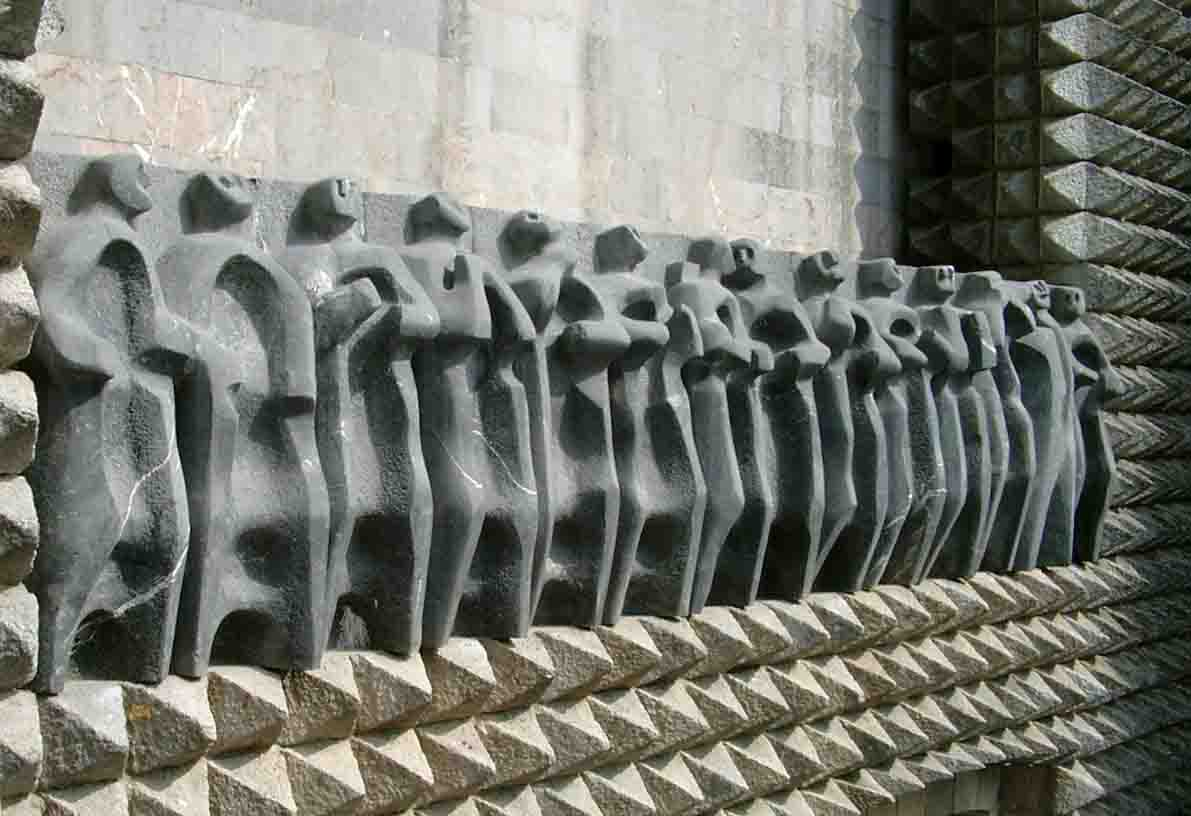
『14人の使徒』（アランツァス聖堂）